# Njazi Kuqi
Njazi Kuqi, född 25 mars 1983 i Vushtrri i Kosovo, är en finländsk fotbollsspelare av kosovoalbanskt ursprung. Han spelade senast för den finländska klubben HIFK.
Kuqi inledde sin karriär i Lahtisklubben FC Lahti år 2002. Sedan dess har han spelat för flera klubbar i olika länder, däribland för engelska Birmingham, tyska Carl Zeiss Jena och för skotska Dundee FC.
Kuqi har, utöver spel för klubblag, även gjort tre landskamper för Finlands herrlandslag i fotboll. Debuten gjorde han i en match mot Kuwait i mars år 2005, i vilken han gjorde det enda målet. Sex dagar senare blev han inbytt i en match mot Saudiarabien och gjorde inom loppet av 5 minuter två mål som resulterade i en 4–1-seger för Finland.

## Privatliv
Njazi är yngre bror till en annan finländsk fotbollsspelare, Shefki Kuqi. Han är också bror till Albert Kuqi, och kusin till fotbollsspelaren Daut Kuqi.